# セイフ・アル＝ハッシャーン
セイフ・アル＝ハッシャーン（アラビア語: سيف الحشان、Saif Al Hashan、1990年1月29日 -）は、クウェートのプロサッカー選手。アル・アラビ・クウェート所属、ポジションはMF。元サッカークウェート代表。

## 来歴

### クラブ
アル・カーディシーヤでデビュー。クラウンプリンスカップ2013-2014では決勝戦で2点目のゴールを決めチームの優勝に貢献した。
AFCカップには2013、2014と出場。チームが大会初優勝を果たしたAFCカップ2014では、最優秀選手に選出されている。
2015年にサウジのアル・シャバブへ移籍。

### 代表
アジアカップ2015予選などに出場。